# Perriera
Perriera es un género con dos especies de plantas  perteneciente a la familia Simaroubaceae.

## Especies
- Perriera madagascariensis
- Perriera orientalis